# Twisted Pictures
Twisted Pictures es una productora estadounidense y una división de Evolution Entertainment especializada en horror y thriller. Fundada por Mark Burg, Oren Koules y Gregg Hoffman de Evolution en 2004, la compañía es conocida por producir la franquicia de películas Saw.

## Historia
En 2004, tras el éxito previo al estreno de Evolution Entertainment con Saw, sus ejecutivos, Mark Burg, Oren Koules y Gregg Hoffman, fundaron Twisted Pictures como división de Evolution para películas del género de terror. Saw se estrenó en octubre de 2004 y se convirtió en un éxito de taquilla, lo que llevó a Lionsgate, distribuidora de la película, a firmar un acuerdo de nueve películas con Twisted Pictures en noviembre de ese año. Twisted Pictures ha producido desde entonces todas las entregas de la Saw' franquicia. Carl Mazzocone ocupó el cargo de presidente durante cuatro años.
En junio de 2007, la compañía formó una joint venture con RKO Pictures para rehacer cuatro películas de la biblioteca de esta última, a saber, Five Came Back (1939), I Walked with a Zombie (1943), The Body Snatcher (1945), y Bedlam (1946).
En octubre de 2009, Twisted Pictures llegó a un acuerdo con los propietarios de los derechos de La matanza de Texas, Bob Kuhn y Kim Henkel, después de que las conversaciones con la productora de la película, Platinum Dunes, fracasaran. Se dijo que el acuerdo cubriría varias películas.
El 28 de junio de 2012, Twisted Pictures inauguró Twisted Television, una nueva división televisiva que produciría una adaptación televisiva homónima de la película Anger Management.

## Filmografía
| Año  | Película                     | Director                | Distribuidor                               | Presupuesto    | Recaudación     |
| ---- | ---------------------------- | ----------------------- | ------------------------------------------ | -------------- | --------------- |
| 2004 | Saw                          | James Wan               | Lionsgate                                  | $1.2 millones  | $103.9 millones |
| 2005 | Saw II                       | Darren Lynn Bousman     | Lionsgate                                  | $4 millones    | $147.7 millones |
| 2006 | Saw III                      | Darren Lynn Bousman     | Lionsgate                                  | $10 millones   | $164.9 millones |
| 2007 | Dead Silence                 | James Wan               | Universal Pictures                         | $20 millones   | $22.2 millones  |
| 2007 | Saw IV                       | Darren Lynn Bousman     | Lionsgate                                  | $10 millones   | $139.4 millones |
| 2008 | Catacombs                    | Tomm Coker David Elliot | Lionsgate Universal Pictures Chiller Films | N/A            | N/A             |
| 2008 | Vlog                         | Joshua Butler           | Anchor Bay Entertainment                   | N/A            | N/A             |
| 2008 | Saw V                        | David Hackl             | Lionsgate                                  | $10.8 millones | $113.9 millones |
| 2008 | Repo! The Genetic Opera      | Darren Lynn Bousman     | Lionsgate                                  | $8.5 millones  | $188,126        |
| 2009 | Saw VI                       | Kevin Greutert          | Lionsgate                                  | $11 millones   | $68.2 millones  |
| 2010 | The Tortured                 | Robert Lieberman        | VVS Films                                  | N/A            | N/A             |
| 2010 | Saw 3D                       | Kevin Greutert          | Lionsgate                                  | $20 millones   | $136.2 millones |
| 2014 | Catch Hell                   | Ryan Phillippe          | eOne Films                                 | N/A            | N/A             |
| 2017 | Havenhurst                   | Andrew C. Erin          | Brainstorm Media                           | N/A            | N/A             |
| 2017 | Jigsaw                       | The Spierig Brothers    | Lionsgate                                  | $10 millones   | $103 millones   |
| 2021 | Spiral: From The Book of Saw | Darren Lynn Bousman     | Lionsgate                                  | $20 millones   | $38.8 millones  |
| 2022 | End of the Road              | Millicent Shelton       | Netflix                                    | N/A            | N/A             |
| 2023 | Saw X                        | Kevin Greutert          | Lionsgate                                  | $13 millones   | $111.8 millones |